# Зачистье
Зачистье (бел. Зачысце) — агрогородок в Борисовском районе Минской области Беларуси. Входит в состав Пригородного сельсовета.

## География
Агрогородок находится в северо-восточной части Минской области, к востоку от реки Схи, при автодороге Н-8088, на расстоянии приблизительно 19 километров (по прямой) к северо-востоку от города Борисов, административного центра района. Абсолютная высота — 184 метра над уровнем моря. Площадь населённого пункта — 1,3109 км².

## История
Село известно с XVII века. В 1854 году на средства князя Л. Радзивилла была построена деревянная Никольская церковь. В 1863 году открылась одноклассная начальная школа. В 1897 году входила в состав Борисовского уезда Минской губернии, насчитывалось 86 дворов и 577 жителей.
По состоянию на 1909 год, в Зачистье имелось 93 двора и проживало 649 человек. В административном отношении село являлось центром Зачистской волости.
С 20 августа 1924 года центр Зачистского сельсовета Борисовского района. В 1931 году, в ходе проведения коллективизации, был образован колхоз имени В. И. Ленина. В 1967 году в центре села был установлен памятник в честь 192 земляков, погибших во время Великой Отечественной войны.
С 30 марта 2016 года в составе Пригородного сельсовета.

## Население
По данным переписи 2019 года, в агрогородке проживало 456 человек.
| Год  | Население, человек |
| ---- | ------------------ |
| 1800 | 275                |
| 1897 | ↗ 577              |
| 1909 | ↗ 649              |
| 1917 | ↘ 646              |
| 1926 | ↗ 687              |
| 1960 | ↘ 613              |
| 1988 | ↘ 479              |
| 1997 | ↘ 390              |
| 2008 | ↗ 531              |
| 2009 | ↘ 413              |
| 2019 | ↗ 456              |